# クレージー作戦 くたばれ!無責任

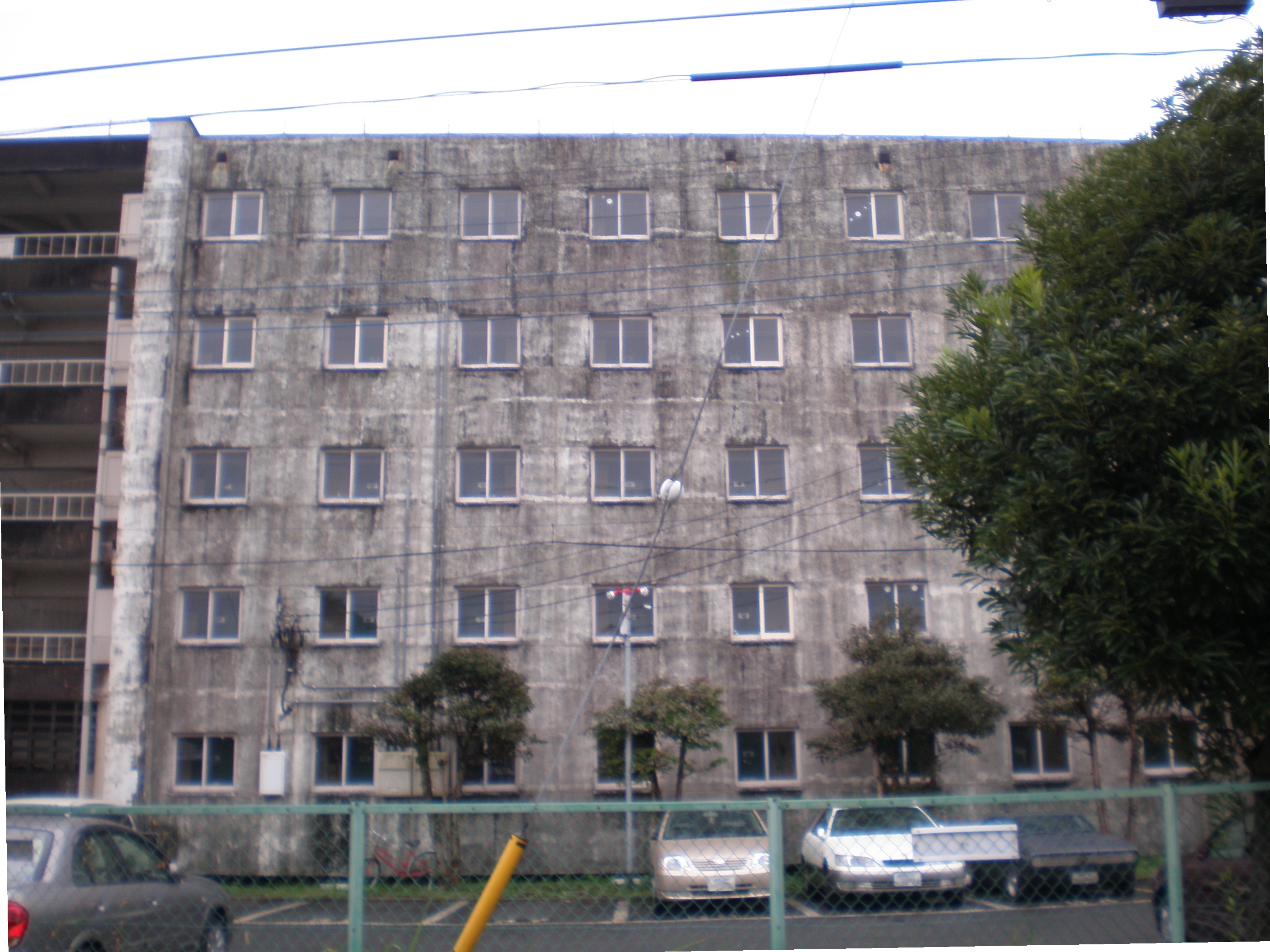
プロローグで太郎が住んでいた団地として映された荻窪団地

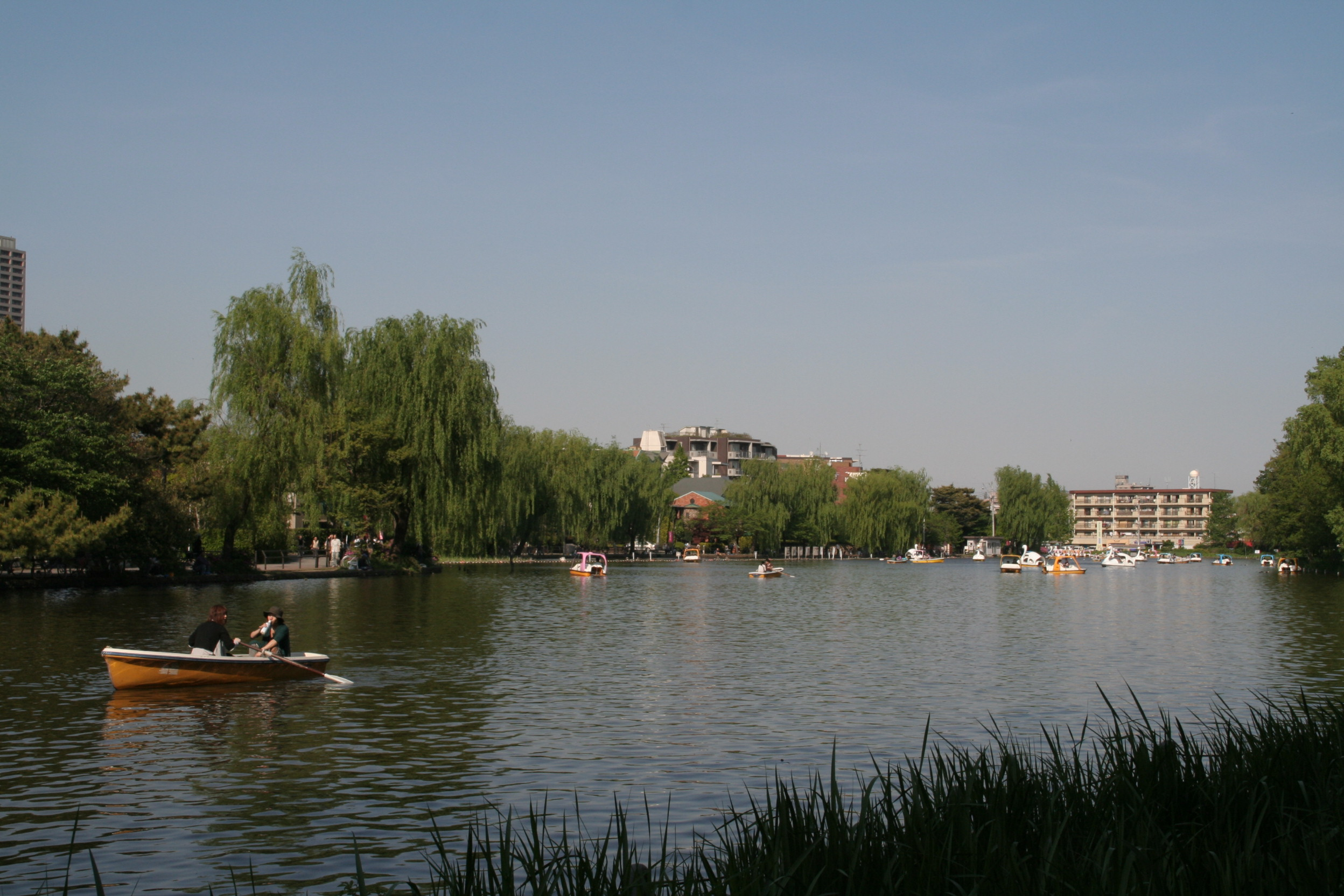
太郎と恵子がデートした「石神井公園」の池

『クレージー作戦 くたばれ！無責任』（クレージーさくせん くたばれ！むせきにん）は、1963年に制作されたクレージーキャッツ主演作品。古澤憲吾と共に、東宝のクレージー映画を支えてゆくことになる坪島孝が初めて監督したクレージー映画（監督作品としては2作目）で、「作戦シリーズ」第2作。カラー（一部モノクロ）。東宝スコープ。92分。

## ストーリー
鶴亀製菓は、飲めばたちまちやる気が出てハッスルする新製品「ハッスルコーラ」を完成させた。社内一の無気力社員である田中太郎がコーラを飲んだ途端にモーレツ社員に豹変したことから効き目が実証されるが、含まれる薬物のせいで販売できなくなってしまう。困った鶴亀製菓は子会社を作り、総務課の大沢部長と田中を含むダメ社員6人にコーラを押し付ける。7人はあの手この手でコーラを売ろうとするが、実はこの子会社設立には鶴亀製菓のある企みが隠されていた。

## キャスト
以下の役名と出演者名は特に記載のない限り東宝に従った。
- 田中太郎：植木等
- 大沢丑松：ハナ肇
- 小谷民夫：谷啓[2]
- 木塚源二：犬塚弘
- 安川：安田伸
- 桜田：桜井センリ
- 石井：石橋エータロー
- 前川恵子：浜美枝
- 久保田美奈子：藤山陽子
- 河野玲子：北あけみ
- 明子：淡路恵子
- 石黒専務：山茶花究
- 大江山茂：清水元
- 倉持重役：佐田豊
- 畑中社長：上原謙
- 畑中静子：中北千枝子
- 総務部長：石田茂樹
- 大沢百合子：北川町子
- 金丸支店長：田武謙三
- 岩下頭取：東野英治郎
- 八田：堺左千夫
- 岩下雪子：瓜生登代子
- おたね：千石規子
- バス停のわりこみ男：広瀬正一[2]
- スーパーの主任：堤康久[2]
- タクシー運転手：坂本晴哉
- クリーニング屋：権藤幸彦
- よろずや伝兵衛：鈴木和夫

## スタッフ
以下のスタッフ名は東宝に従った。
- 製作：渡辺晋、安達英三朗
- 監督：坪島孝
- 脚本：田波靖男
- 音楽：広瀬健次郎

## 挿入歌
「ハッスルホイ」
作詞：青島幸男 / 作曲：萩原哲晶 / 歌：植木等
「オート三輪進軍ラッパ」
作詞：青島幸男 / 作曲：萩原哲晶 / 歌：植木等
「ホンダラ行進曲」
作詞：青島幸男 / 作曲：萩原哲晶 / 歌：クレージーキャッツ
「くたばれ！無責任」
作詞：青島幸男 / 作曲：萩原哲晶 / 歌：クレージーキャッツ

## エピソード
- 本作中、ほとんどの場面はカラーで撮影されており、ポスターなどにも「総天然色」と記されているが、一部の場面に関しては坪島監督の演出面における意図もあり、モノクロとなっている[3]。
- 「ハッスルコーラ」は架空の飲料だが、作中にはそれと並行してペプシコーラの現物および広告などもプロダクトプレイスメントの一環として登場している（劇場公開当時の日本でペプシを扱っていた「日本飲料」の社名や商品名も、セリフで登場している）。
- 大東京商事の畑中社長役で出演している上原謙は「二枚目ばかりやらされて、うんざりしてたんだ」と坪島監督に語り、チョビ髭をつけての喜劇映画への出演を楽しんでいたという。いわゆるズーズー弁でのセリフも上原からの提案で、「ズーズー弁でやらせて欲しい」との希望があったという[3]。

## 同時上映
『大盗賊』
脚本：木村武、関沢新一 / 特技監督：円谷英二 / 監督：谷口千吉 / 主演：三船敏郎